# 자크 주아노

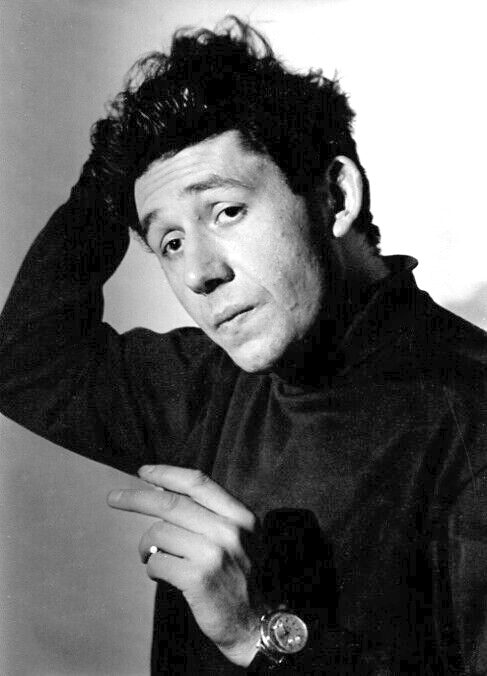

자크 주아노(프랑스어: Jacques Jouanneau, 1926년 10월 3일 ~ 2011년 7월 19일)는 프랑스의 배우이다.
앙제에서 태어났으며 님에서 사망하였다.

## 영화
- 천국으로 가는 열쇠 (1991년)
- 혁명가의 연인 (1988년)
- 바람둥이 피아니스트 (1978년)
- 도둑과 경관 (1976년)
- 파자마 속의 두 여인 (1974년)
- 부부의 거처 (1970년)
- 탈주한 하사 (1962년)
- 나폴레옹 2세 (1961년)
- 위대한 전략 (1955년)
- 프렌치 캉캉 (1954년)